# 正慶寺 (台東区)
正慶寺（しょうけいじ）は、東京都台東区にある臨済宗妙心寺派の寺院である。

## 歴史
1630年（寛永7年）、千草沢女の開基である。開基の千草沢女は、開山の湛水の母である。その後、建物が大破したため、1701年（元禄14年）に柳沢吉保の家臣平岡衛門が中興した。その際に「大梁山法林寺」から「法林山正慶寺」に改称している。
墓地には、歌人兼俳人の北村季吟や幕末の幕臣平岡準の墓がある。北村季吟は松尾芭蕉の師匠として知られている。

## 文化財
- 北村季吟墓（東京都指定史跡 昭和33年指定）[3]

## 交通アクセス
- 千代田線根津駅より徒歩約4分（経路案内）。